# 진미동
진미동(眞美洞)은 대한민국 경상북도 구미시 동부에 위치한 동이다.

## 개요
진미동은 진평동과 시미동이 합병된 행정 구역으로 진평동은 낙동강변 옥토로 펼쳐진 들이 있어 ‘진평(眞坪)’이라 하고 일설에는 신라의 진평왕이 사냥왔다가 유하였기에 밀양 박씨의 집성촌으로 왕의 이름을 따 진평이라 하였다고도 전한다. 시미동(侍美洞)은 조선 명종 때 가선대부 벼슬을 지내던 김광휘가 이곳에서 아버지를 모시고 살다가 아버지가 죽자 3년간 시묘를 한 데서 그 후손들이 시미골이라고 부르다가 고종 때에 시미동으로 되었다. 임수동(臨洙洞)에서 임수란 지명은 낙동강 가에 임하였다는데 연유하며 소가 누워 있는 혈이라 하여 우담동(牛譚洞)이라고도 한다.

## 역사
- 757년 ~ 1894년 : 인동현 인동도호부
- 1895년 ~ 1914년 : 인동군
- 1914년 5월 ~ 1977년 2월 : 칠곡군 인동면
- 1914년 5월 7일 : 칠곡군 인동면
- 1977년 2월 15일 : 구미출장소 인동지소 설치
- 1978년 2월 15일 : 구미시 승격과 동시 진미동으로 설치

## 법정동
- 진평동(眞坪洞)
- 임수동(臨洙洞)
- 시미동(侍美洞)

## 교육 기관
- 진평초등학교
- 진평중학교
- 구미전자공업고등학교

## 주거

### 아파트
| 단지명             | 건설사       | 시행사       | 주소          | 주소   | 입주        | 비고     |
| ------------------ | ------------ | ------------ | ------------- | ------ | ----------- | -------- |
| 인의주공           | 계룡건설산업 | 대한주택공사 | 인동16길 48-1 | 진평동 | 2001년 11월 | 국민임대 |
| 진평 미래타운 주공 | 풍림산업     | 대한주택공사 | 인동26길 65   | 진평동 | 1999년 4월  |          |